# Vượt ngục (phim truyền hình)
Vượt ngục (tựa gốc tiếng Anh: Prison Break) là loạt phim truyền hình dài tập do Paul Scheuring sản xuất và được kênh truyền hình Fox công chiếu vào năm 2005. Nội dung xoay quanh Michael Scofield – một kiến trúc sư lên kế hoạch vượt ngục để cứu anh trai.
Năm 2003, Fox từ chối sản xuất bộ phim. Tuy nhiên, sau thành công của các loạt phim dài tập khác như Mất tích và 24, FOX quyết định quay lại sản xuất bộ phim trong năm 2004. Phần 1 của bộ phim nhận về nhiều đánh giá tích cực và giữ vị trí cao trong các xếp hạng. Ban đầu phần 1 được thiết kế gồm 13 tập, nhưng sau đó đã tăng thêm chín tập do sự thành công của loạt phim. Vượt ngục được đề cử cho một số giải thưởng, giành giải People's Choice Award và được đề cử cho Giải Quả cầu vàng năm 2005 cho phim truyền hình hay nhất. Tất cả bốn phần của bộ phim đều được phát hành dưới dạng DVD và Blu-ray. Bộ phim cũng được trình chiếu tại nhiều quốc gia trên thế giới.
Thành công của bộ phim là cảm hứng để sản xuất những video ngắn cho điện thoại di động cũng như một số game ăn theo trên Internet. Phần 4 của Vượt ngục trở lại màn ảnh nhỏ vào ngày 17 tháng 4 năm 2009 với sáu tập phim cuối. Hai tập bổ sung có tiêu đề "The Old Ball and Chain" và "Free" cũng được sản xuất, và sau đó gom lại thành một tập phim độc lập có tiêu đề "The Final Break". Tập phim này được phát hành trên DVD và Blu-ray vào ngày 21 tháng 7 năm 2009. Vượt ngục chính thức trở lại với format miniseries 9 tập trong phần 5 vào ngày 4 tháng 4 năm 2017.

## Tóm tắt bộ phim

### Phần 1
Lincoln Burrows (Dominic Purcell) bị cáo buộc giết Terrence Steadman (Jeff Perry), anh trai của Phó Tổng thống Hoa Kỳ. Lincoln bị kết án tử hình và giam giữ tại trại giam Fox River để chờ thi hành án. Em trai của Lincoln, kỹ sư thông minh Michael Scofield (Wentworth Miller) tin rằng anh trai mình vô tội và lập tức lên kế hoạch giải cứu anh trai ra khỏi nhà tù. Để vào được Fox River, Michael thừa nhận mình phạm tội cướp có vũ trang. Trong tù, Michael làm bạn với bác sĩ Sara Tancredi (Sarah Wayne Callies) khi giả vờ bị bệnh tiểu đường để được ra vào bệnh xá hàng ngày. Cuộc chiến đầu của hai anh em nhằm tránh việc thi hành án được hỗ trợ bởi người bạn thân Veronica Donovan (Robin Tunney), người bắt đầu để điều tra về âm mưu gài bẫy Lincoln. Tuy nhiên, công việc của họ luôn bị cản trở bởi một tổ chức bí mật có tên gọi The Company. The Company chịu trách nhiệm về việc gài bẫy Lincoln, và họ làm vậy để buộc cha của Lincoln, Aldo Burrows, một thành viên cũ của The Company phải ra mặt. Hai anh em, cùng với sáu tù nhân khác: Fernando Sucre (Amaury Nolasco), Theodore "T-Bag" Bagwell (Robert Knepper), Benjamin Miles "C-Note" Franklin (Rockmond Dunbar), David "Tweener" Apolskis (Lane Garrison), John Abruzzi (Peter Stormare), và Charles "Haywire" Patoshik (Silas Weir Mitchell), đã vượt ngục thành công vào cuối phần 1.

### Phần 2
Phần hai bắt đầu từ tám giờ kể từ lúc trốn thoát, tập trung chủ yếu vào từng tên tù vượt ngục. Nhà sáng lập bộ phim Paul Scheuring miêu tả phần hai là "Kẻ đào tẩu lần thứ tám" và so sánh nó với "nửa thứ hai của Cuộc đào thoát vĩ đại". Các tù nhân tách ra và chạy trốn đến nhiều nơi trên khắp đất nước trong khi giới chức trách luôn theo sát phía sau, săn đuổi họ vì những mục đích khác nhau. Brad Bellick (Wade Williams) bị nhà tù sa thải và tham gia cuộc truy lùng vì món tiền thưởng kếch xù, cộng thêm việc căm thù Michael Scofield cùng 7 người còn lại vì hắn nghĩ rằng do họ mà hắn mất công việc hắn đã làm cả đời người (sau đó hắn có thêm động lực để truy bắt họ khi hay tin về số tiền 5m$ của "DB Cooper" Charles Westmorlan). Vài người trong nhóm tù vượt ngục cùng nhau đi tìm số tiền lớn do Charles cất giấu. Đặc vụ liên bang Alexander Mahone (William Fichtner) được giao nhiệm vụ truy tìm và bắt sống tám tên tù vượt ngục. Về phần Sara, sau khi phát hiện ra bố mình, Thống đốc Frank Tancredi, bị giết chết, cô tìm gặp Michael, quyết định theo phe của anh trong khi hai anh em đang cố gắng hạ bệ đương kim tổng thống, một thành viên của The Company. Để đảm bảo sự an toàn của hai anh em, Sara ra đầu thú và phải đối mặt với phiên tòa. Trong suốt phiên tòa, lời khai của cựu mật vụ Paul Kellerman, người từng làm việc cho Chủ tịch The Company, đã giải oan cho Lincoln và Sara. Một số người trong nhóm tù vượt ngục bị giết hay bị bắt giam trở lại, nhưng hai anh em đã đến được Panama. Michael, T-Bag, Mahone, và Bellick bị chính quyền Panama bắt giữ và giam cầm tại Trại giam liên bang Sona.

### Phần 3
Phần ba xoay quanh diễn biến cả trong và ngoài nhà tù Sona. Sona là một nhà tù được điều hành bởi các tù nhân và lính canh chỉ quan sát từ bên ngoài. Burrows ở ngoài nhà tù đã nhanh chóng liên lạc với Gretchen Morgan (Jodi Lyn O'Keefe) - người bắt cóc con trai anh, LJ (Marshall Allman) và Sara Tancredi (Sarah Wayne Callies). Anh cho biết, The Company muốn Scofield để cứu thoát James Whistler (Chris Vance) khỏi Sona. Phần này nói về Michael, Mahone và Whistler trong cuộc thử nghiệm lên một kế hoạch trốn thoát, trong khi Michael đang phải đối phó với căng thẳng cực độ phía trong nhà tù thì ở ngoài, Mahone vật lộn với cơn nghiện thì Lincoln bên ngoài nhà tù giao dịch hợp tác với Gretchen và The Company. Sucre được lên kế hoạch cho một công việc tại nhà tù để hỗ trợ Michael trong kế hoạch trốn thoát. Khi Lincoln nỗ lực để giải cứu Sara và LJ sau một đầu mối cung cấp bởi Sara, Gretchen khẳng định đã chặt đầu Sara và gửi cho Lincoln như một lời cảnh báo. Phần 3 kết thúc với kế hoạch trốn thoát thành công. Sucre thì bị phát hiện bởi một bảo vệ nhà tù và bị giam vào Sona và chỉ thoát khỏi cùng Bellick khi nhà tù cháy bởi bạo loạn từ phía tù nhân. LJ và Sofia (những người bị bắt trong một cuộc truy đuổi trước đó) được trao đổi với Whistler trong một cuộc chuyển giao "con tin" không như dự tính từ Grechen, và Michael tìm cách trả thù Gretchen cho cái chết của Sara.

### Phần 4
Cốt truyện chính của phần 4 xoay quanh một nhóm được tuyển dụng bởi một nhân viên của Cục An Ninh Nội Địa, đặc vụ Don Self nhằm chiếm đoạt Scylla. Nhóm này ban đầu tin rằng Scylla là danh sách đen của "the Company", sau đó biết rằng nó chứa đựng thông tin về một dạng năng lượng mới có thể tái sinh. Trong suốt nửa đầu của phần 4, nhóm này đã cố gắng để có được thẻ truy cập Scylla, và đột nhập vào trụ sở của "the Company" để ăn cắp nó. Cũng trong nửa đầu, Sara được phát hiện vẫn còn sống. Cả nhóm sau đó phát hiện ra đặc vụ Self là một thành viên hai mặt đang lập kế hoạch để bán Scylla cho nhà thầu trả giá cao nhất. Miễn cưỡng, Lincoln đã quyết định tham gia vào "the Company" để lấy lại nó, trong khi Michael được phát hiện mắc bệnh u não có tên là "hypothalamic hamartoma". Michael được chữa trị bởi "the Company". Sau đó, anh biết được thông tin rằng mẹ của anh, Christina vẫn còn sống và chính bà cũng là một thành viên của "the Company", bà cũng là người đứng đằng sau phi vụ chiếm đoạt Scylla để bán cho người trả giá cao nhất. Cuối cùng, series kết thúc tại Miami, nơi Scylla bị thu hồi bởi Michael và nhóm nghiên cứu, "the General" và "the Company" bị hạ bệ, Christina bị giết.
Trong "Vượt Ngục: Cuộc vượt ngục cuối cùng", một câu chuyện được kể để giải thích những gì xảy ra trước tập cuối (do kết thúc của phần 4 là sau 4 năm kể từ khi Michael chết) và vết sẹo lạ trên vai của Sara. Câu chuyện này liên quan đến việc Sara bị bỏ tù tại trại giam ở quận Miami-Dade vì tội giết Christina Hampton. "the General" và T-Bag cũng được giam ở đó, "the General" muốn giết Sara và treo thưởng 100.000 $. Michael nghe về vụ giết người có thưởng này và đặt kế hoạch giải thoát cho cô. Cuối cùng, Michael hy sinh bản thân cho anh trai, vợ và con. Michael làm vậy cũng vì căn bệnh của chính anh, một khối u não.

### Phần 5
Phần 5 mở đầu với việc Theodore "T-Bag" Bagwell tiết lộ cho Lincoln và Sara biết rằng Michael vẫn còn sống trong nhà tù Ogygia ở Yemen với tên gọi Kaniel Outis - trùm khủng bố cực kỳ nguy hiểm đang bị FBI truy nã, và họ lên kế hoạch vượt ngục cực kì lớn với sự giúp đỡ của những người bạn cũ cùng với Sheba (Inbar Lavi) - một nhà hoạt động xã hội ở Yemen. Lúc này Sara đã kết hôn với Jacob nhưng không biết rằng anh ta chính là Poseidon - người có liên quan đến Michael Scofield/Kaniel Outis. Cuộc đào tẩu khỏi Yemen diễn ra rất vất vả khi họ bị IS truy lùng vì đã giết thủ lĩnh Ramal, còn tại Mỹ, Sara cùng con trai Mike liên tục bị đe doạ tính mạng từ A&W và Van Gogh - 2 sát thủ do Poseidon chỉ huy. Sau này Poseidon lộ diện là 1 tên mật vụ biến chất trong FBI đã lập 21-void & chọn Scofield làm tay sai cho hắn, đổi lại việc Michael phải chấp nhận bản thân biến mất vĩnh viễn, nhưng sau đó Poseidon đã tìm mọi cách để thủ tiêu Michael nhưng bất thành

## Dàn diễn viên và các nhân vật

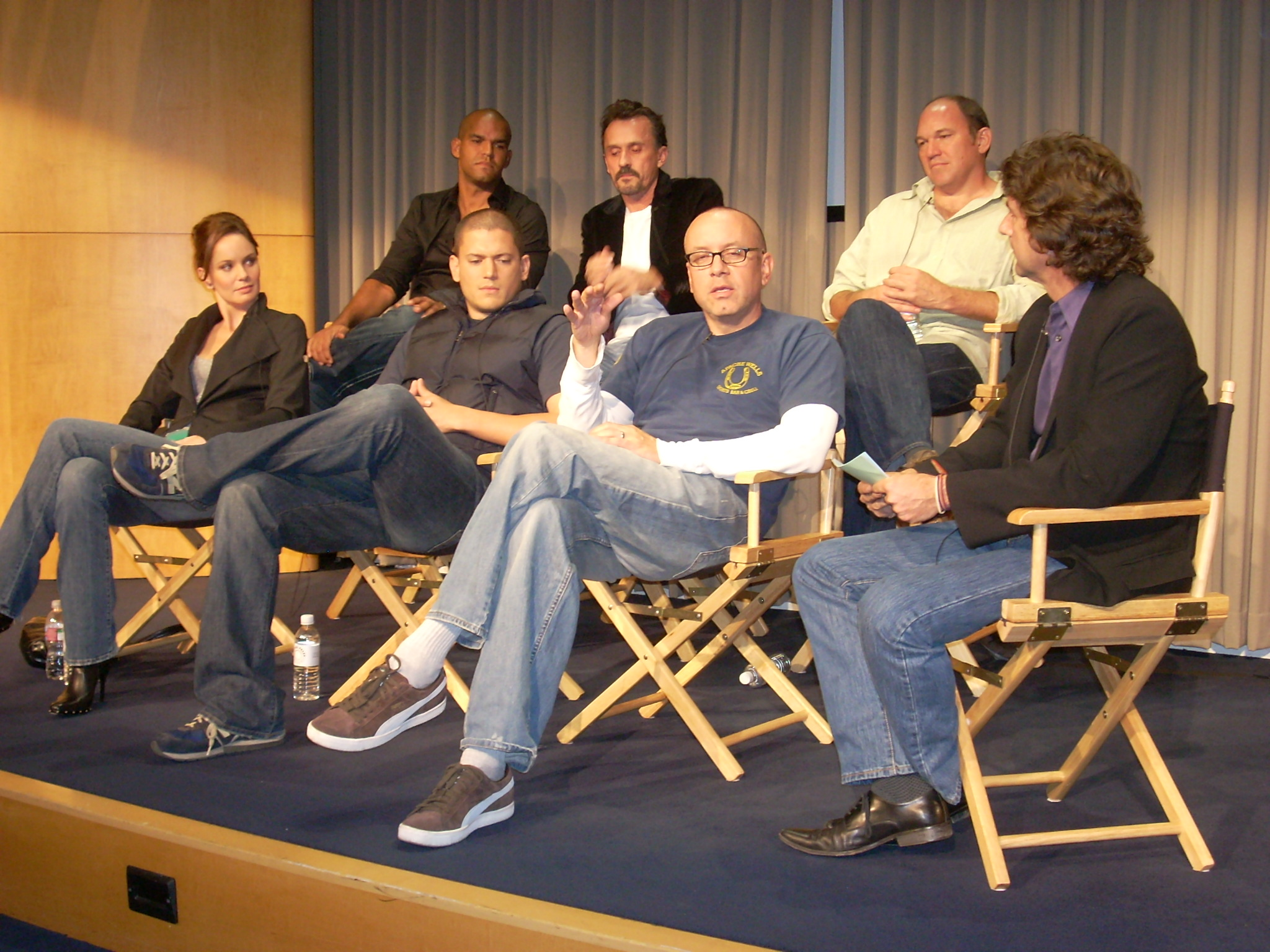
Amaury Nolasco, Robert Knepper, Wade Williams, Sarah Wayne Callies, Wentworth Miller với nhà sản xuất điều hành Matt Olmstead.

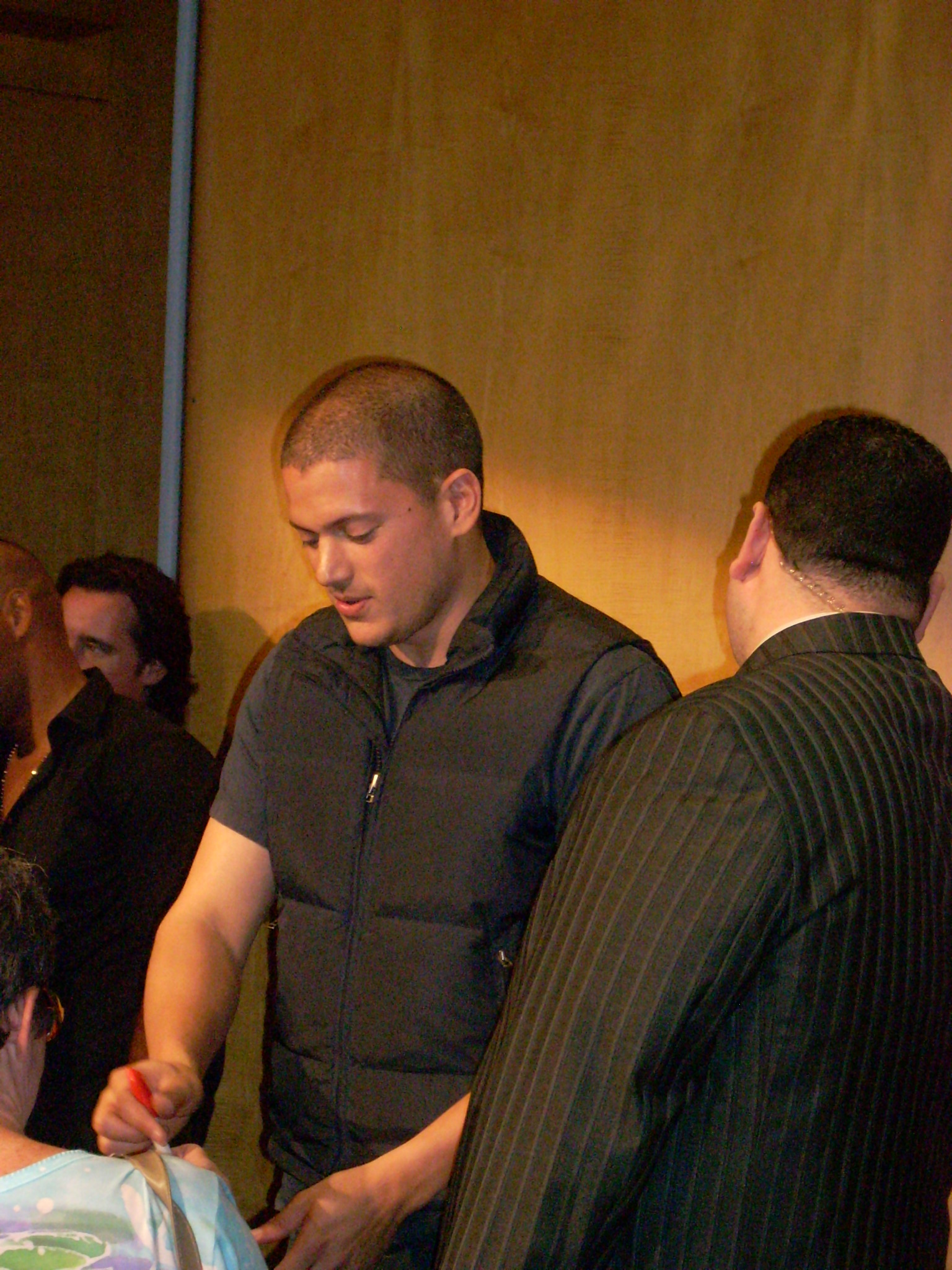
Wentworth Miller ký tại Beverly Hills, California

Vượt ngục quy tụ một dàn diễn viên hùng hậu trong mỗi phần cùng với các diễn viên khách mời định kỳ. Phần một gồm mười diễn viên chính tập trung chủ yếu ở Chicago và Fox River. Phần hai gồm chín diễn viên chính; ba nhân vật bị chuyển từ vai chính sang vai phụ, một nhân vật khác chuyển thành nhân vật chính và một nhân vật mới xuất hiện. Phần ba giới thiệu thêm bốn nhân vật mới; hai trong số đó là các tù nhân tại nhà tù Sona.
Đa số các thay đổi trong dàn diễn viên đến từ cái chết của các nhân vật. Nhà sáng lập bộ phim, Paul Scheuring, giải thích việc giết chết các nhân vật "làm khán giả thêm sợ hãi đối với các nhân vật chính" và rằng "điều đó thật sự giúp chúng tôi cô đọng lại cốt truyện". Hai nhân vật chính của bộ phim, Lincoln Burrows và Michael Scofield, là hai nhân vật duy nhất xuất hiện trong tất cả các tập của bộ phim.
•	Wentworth Miller (vai Michael Scofield) (Phần 1–4): Michael là em trai của Lincoln và từng là một kỹ sư kết cấu trước khi dành toàn bộ thời gian của mình nghiên cứu vụ án của anh trai. Trong suốt thời gian đó, Michael đã vạch ra một kế hoạch vượt ngục để đưa anh trai mình thoát khỏi nhà tù. Trong một cuộc phỏng vấn, Paul Scheuring nhớ lại rằng đa số các diễn viên đến thử vai "sẽ vào một vai bí ẩn, nhưng �nó quá sến súa và giả tạo". Một tuần trước khi bắt đầu sản xuất, Miller đến thử vai và Scheuring vô cùng ấn tượng về màn trình diễn của �anh. Miller được chọn vào vai Michael Scofield vào ngày hôm sau.
•	Dominic Purcell (vai Lincoln Burrows) (Phần 1–4): Lincoln là một người ít học và bị cáo buộc vào tội giết Terence Steadman, em trai Phó Tổng thống Hoa Kỳ. Purcell được chọn chỉ ba ngày trước khi bộ phim bắt đầu sản xuất và vì thế, anh là diễn viên tham gia đoàn làm phim muộn nhất. Anh tham gia thử vai trong lúc đang đóng vai Tommy Ravetto của bộ phim North Shore. Từ khi làm việc với John Doe, Purcell có một mối quan hệ thân cận với Fox. Vì thế, anh được đọc qua kịch bản của Vượt ngục. Ban đầu, Scheuring không tin rằng Purcell phù hợp với vai diễn vì kiểu tóc và nước da của anh trong buổi thử vai. Tuy nhiên, Purcell vẫn được chọn vì lối diễn xuất ấn tượng. Khi Purcell đến phim trường trong ngày khởi quay với một cái đầu cạo trọc, Scheuring đã vô cùng ấn tượng với vẻ ngoài khá giống nhau của hai nhân vật chính.
•	Robin Tunney (vai Veronica Donovan) (Phần 1–2): Veronica là bạn thân từ thuở bé của Lincoln và Michael. Trước sự khẩn cầu của Michael, cô quyết định xem lại vụ án của Lincoln và trở thành luật sư biện hộ cho Lincoln.
•	Marshall Allman (vai Lincoln "L. J." Burrows Jr.) (Phần 1–4): L.J. là con trai của Lincoln Burrows và bị tác động rất mạnh về tinh thần sau khi bố bị tuyên án tử hình. Cậu buộc phải lẩn trốn sau khi trở thành mục tiêu của những người muốn Lincoln phải chết.
•	Amaury Nolasco (vai Fernando Sucre) (Phần 1–4): Sucre là bạn cùng phòng giam với Michael trong suốt thời gian tại Fox River. Anh trở thành đồng minh của Michael và Lincoln và là nhân vật đem lại tiếng cười giải tỏa căng thằng cho bộ phim. Câu chuyện của Sucre chủ yếu xoay quanh ước mơ của anh được đoàn tụ với người yêu.
•	Robert Knepper (vai Theodore "T-Bag" Bagwell) (Phần 1–4): T-Bag xuất hiện trong cả bốn phần của bộ phim, là một tên tội phạm xảo quyệt, bệnh hoạn và �hay thao túng, luôn bị những người xung quanh khinh bỉ. T-Bag luôn làm mọi cách để có thứ hắn muốn và không bao giờ để bất cứ thứ gì cản đường hắn.
•	Peter Stormare (vai John Abruzzi) (Phần 1–2): Từng là "ông trùm" mafia ở Chicago, Abruzzi trở thành một tù nhân khét tiếng tại Fox River. Hắn ta đồng ý cung cấp một chiếc máy bay để vượt ngục, đổi lại Michael phải đưa cho hắn ta vị trí của nhân chứng đứng ra buộc tội hắn trước tòa, Otto Fibonacci. Abruzzi xuất hiện khá thường xuyên trong nửa đầu phần một và đầu phần hai.
•	Rockmond Dunbar (vai Benjamin Miles "C-Note" Franklin) (Phần 1–2, 4): Mệt mỏi vì phải nói dối chính gia đình mình về việc bị đi tù, C-Note đe dọa Michael để được vào nhóm vượt ngục. C-Note là nhân vật chính trong phần một và phần hai.
•	Wade Williams (vai Brad Bellick) (Season 1–4): Xuất hiện trong suốt bốn phần, Bellick là đội trưởng đội cai ngục của nhà tù Fox River. Sau khi đọc kịch bản, Williams thoạt tiên không muốn nhận vai Bellick vì nhân vật này quá "khủng khiếp và kinh tởm". Sự miễn cưỡng này là do Williams đang có con gái bốn tuổi. Tuy nhiên, người quản lý đã thuyết phục ông đến buổi thử vai và Williams được chọn vào vai Bellick.
•	Sarah Wayne Callies (vai Sara Tancredi) (Phần 1–2, 4): Sara là bác sĩ tại nhà tù Fox River và là con gái của thống đốc Frank Tancredi, người có dính líu đến việc đưa Lincoln vào Fox River. Cô có cảm tình với Michael và cũng tiếp tay cho anh trong cuộc vượt ngục. Cuối cùng cô cũng tham gia bỏ trốn cùng những người khác. Callies là nữ diễn viên đầu tiên đến thử vai và cũng là người đầu tiên được chọn vào dàn diễn viên chính.
•	Paul Adelstein (vai Paul Kellerman) (Phần 1–2, 4): Kellerman là đặc vụ của Bộ Nội vụ Hoa Kỳ làm việc cho Phó tổng thống để đảm bảo cuộc hành hình Lincoln Burrows diễn ra êm thấm. Kellerman là nhân vật chính trong suốt phần một và phần hai.
•	William Fichtner (vai Alexander Mahone) (Phần 2-3–4): Được giới thiệu là một đặc vụ FBI trong phần hai, nhiệm vụ của Mahone là truy tìm những tên tù vượt ngục. Sự tài trí của Mahone ngang ngửa với Michael và qua từng tập phim, những bí ẩn trong con người anh dần hé lộ. Trong phần ba, Mahone bị giam ở nhà tù Sona cùng Michael và cuối cùng trở thành đồng minh của Michael trong hành trình vượt ngục lần 2.

## Đón nhận

### Thứ hạng và ý kiến của giới phê bình
Bảng xếp hạng sau đây dựa trên tổng số người xem trung bình mỗi tập phim do Nielsen Media Research ghi nhận. Thời gian ghi nhận bắt đầu từ cuối tháng chín (thời điểm bắt đầu phát sóng mỗi phần ở Mỹ) và kết thúc vào tháng 5 năm sau.
| Phần | Thời gian phát sóng | Giờ phát sóng    | Thứ hạng | Số lượng người xem trung bình (triệu người) |
| ---- | ------------------- | ---------------- | -------- | ------------------------------------------- |
| 1    | 2005–2006           | Thứ hai 8:00 tối | #55      | 9,2                                         |
| 2    | 2006–2007           | Thứ hai 8:00 tối | #51      | 9,3                                         |
| 3    | 2007–2008           | Thứ hai 8:00 tối | #73      | 8,2                                         |
| 4    | 2008–2009           | Thứ hai 8:00 tối | #68      | 6,1                                         |

Chiếu lại vào năm 2010 trên kênh VTV3 vào lúc 22h15' hàng tuần từ thứ 2 - 6 cuối tháng 4 đến hết tháng 7.
Bộ phim khời chiếu ngày 29 tháng 8 năm 2005 và thu hút khoảng 10,5 triệu khán giả. Sự khởi đầu thuận lợi đã đem lại cho bộ phim nhiều lời nhận xét tích cực. Theo tờ The New York Times, Vượt ngục "hấp dẫn hơn nhiều so với hầu hết các bộ phim truyền hình khác, và chắc chắn là một trong những bộ phim độc đáo nhất", đồng thời khen ngợi bộ phim đã tạo ra một cốt truyện "hồi hộp gay cấn" và "vô cùng chân thực". Gillian Flynn của tờ Entertainment Weekly tuyên bố Vượt ngục làm một trong những bộ phim hay nhất năm 2005 cũng như không có lời thoại thừa..Do sự thành công về thứ hạng, Fox quyết định kéo dài Vượt ngục thêm chín tập, biến "Vượt ngục" trở thành bộ phim đầu tiên trong giai đoạn 2005-2006 được sản xuất đầy đủ 22 tập. Số người xem trung bình của phần một là 9,2 triệu người.

### Phân loại
Dựa vào nội dung và bối cảnh, Vượt Ngục nhắm đến đối tượng khán giả từ 18–34 tuổi. Bộ phim chứa nhiều nội dung không phù hợp như bạo lực, ngôn ngữ thô tục cũng như đề cập đến tình dục và ma túy. Bộ phim được xếp loại TV-14 tại Mỹ và Canada. Vượt ngục bị kiểm duyệt ở mức MA15+ ở Úc và New Zealand, A+18 ở Chile, PG ở Hong Kong, 18PL ở Malaysia, 12 ở Hà Lan, PG13V ở Nam Phi, 15 ở Anh khi phát hành DVD, và PS ở Cộng hòa Ireland. Tại Pháp, Hội đồng khảo sát lĩnh vực nghe nhìn cũng than phiền về mức độ bạo lực ở một số tập vượt quá mức cho phép.

### Cáo buộc vi phạm bản quyền
Ngày 24 tháng 10 năm 2006, hãng thông tấn Associated Press đưa tin Donald và Robert Hughes đã đệ đơn kiện hãng Fox và nhà sáng lập kiêm giám đốc sản xuất của bộ phim, Paul Scheuring về tội vi phạm bản quyền, gây ra những thiệt hai chưa xác định và các chi phí khác. Họ khẳng định vào năm 2001, họ đã gửi cho Fox bản thảo ý tưởng dựa trên câu chuyện có thực của chính họ về một cuộc vượt ngục tại trại trẻ vị thành niên. Trong thập niên 1960, Donald Hughes đã thực hiện thành công một vụ vượt ngục giải cứu em trai mình, Robert Hughes, một người bị buộc tội oan.

## Phát hành

### Truyền hình
Tại Canada, Vượt ngục được phát sóng trên kênh Global sớm hơn một giờ trước khi phát sóng trên Fox, ngoại trừ các vùng duyên hải được phát sóng sớm hơn hai giờ so với Fox. Vượt ngục là bộ phim mới duy nhất lọt vào tốp hai mươi chương trình truyền hình ăn khách nhất Canada, thu hút khoảng 876 000 khán giả lứa tuổi 18–49 và khoảng 1,4 triệu người xem trong toàn quốc. Tập đầu tiên của Vượt ngục được trình chiếu tại Úc trên mạng truyền hình Seven vào ngày 1 tháng 2 năm 2006 với khoảng 1,94 triệu người xem. Phần một của bộ phim thu hút khoảng 1,353 triệu khán giả. Sau khi tỉ lệ người xem phần hai có phần giam sút, Seven quyết định nhanh chóng trình chiếu phần ba, tuy nhiên,tỉ lệ người xem vẫn tiếp tục sụt giảm.
Phần một được trình chiếu tại Anh trên kênh Five, sau đó được phát lại trên kênh UKTV Goldtrước lúc phần hai lên sóng trên kênh Five. Trước khi phần ba được công chiếu, Sky 1 đả thương lượng bản quyền để được phát sóng với mức giá 500 000 bảng mỗi tập. Bộ phim được trình chiếu tại Pháp vào ngày 31 tháng 8 năm 2006 với khoảng 5,5 triệu người xem. Trong khi phần hai lên sóng vào ngày 13 tháng 9 năm 2007 thu hút 5,3 triệu khán giả. Phần một của Vượt ngục được phát sóng tại Hong Kong trên kênh TVB Pearl, trở thành bộ phim truyền hình nước ngoài thu hút nhiều khán giả nhất từ trước đến nay. Tập đầu tiên của phần một thu hút 260 000 khán giả trong khi tập cuối thu hút 470 000 người. Tập đầu tiên của phần hai có số lượng người xem là 270 000 người.
Tại Việt Nam, Vượt ngục mới được Đài Truyền hình Kỹ thuật số VTC mua bản quyền công chiếu vào lúc 21:00 trên kênh VTC1, qua giọng thuyết minh Thy Mai.

### Ấn phẩm giải trí tại nhà
| Phần | Số tập | Số đĩa | Ngày phát hành      | Ngày phát hành      | Ngày phát hành      |
| ---- | ------ | ------ | ------------------- | ------------------- | ------------------- |
| 1    | 22     | 6      | 8 tháng 8 năm 2006  | 18 tháng 9 năm 2006 | 13 tháng 9 năm 2006 |
| 2    | 22     | 6      | 4 tháng 9 năm 2007  | 20 tháng 8 năm 2007 | 17 tháng 9 năm 2007 |
| 3    | 13     | 4      | 12 tháng 8 năm 2008 | 19 tháng 5 năm 2008 | 3 tháng 12 năm 2008 |
| 4    | 24     | 6/7    | 2 tháng 6 năm 2009  | 6 tháng 7 năm 2009  | 15 tháng 7 năm 2009 |

Bộ đĩa DVD và Bluray của mỗi phần được phát hành ở nhiều quốc gia ngay sau khi bộ phim được phát sóng. Tại Triển lãm Điện tử và Tiêu dùng 2006, Hãng 20th Century Fox Home Entertainment thông báo rằng bộ đĩa đầy đủ của phần một sẽ được dự kiến phát hành dưới dạng Bluray vào đầu năm 2007. Ngày phát hành thực tế được lùi lại đến ngày 13 tháng 11 năm 2007 và Vượt ngục trở thành bộ phim truyền hình đầu tiên được Fox phát hành dưới dạng Bluray. Bộ đĩa Bluray gồm sáu đĩa tổng hợp tất cả các tính năng đặc biệt của bộ đĩa DVD. Một bộ đĩa DVD của ba phần đầu được phát hành ngày 19 tháng 5 nam 2008 ở Khu vực 2. Tại Úc cũng như một số nước khác, bộ đĩa của Vượt ngục phần bốn được quảng cáo có tất cả bảy đĩa bao gồm cả tập phim đặc biệt cuối cùng, Vượt ngục: Cuộc đào tẩu cuối cùng.

### Phát hành trực tuyến
Ngoài việc trình chiếu bộ phim trên truyền hình, các tập phim của Vượt ngục cũng được phát hành trên Internet. Kề từ ngày 9 tháng 5 năm 2006, khán giả có thể bắt đầu mua các tập phim trên cửa hàng trực tuyến iTunes Store. Sau khi trình chiếu tập đầu tiên của phần hai, Fox bắt đầu cho phép xem miễn phí các tập phim tại hơn 50 trang web, bao gồm AOL, Google, and Yahoo! cũng như mạng lưới rộng lớn của các trang này. Tuy nhiên, việc này chỉ giới hạn trong phạm vi Hoa Kỳ.

## Phát sóng
| Quốc gia | Tên kênh       | Thời gian phát sóng                        | Chu kì phát sóng                  | Ghi chú                                                                                     |
| -------- | -------------- | ------------------------------------------ | --------------------------------- | ------------------------------------------------------------------------------------------- |
| Việt Nam | VTV3           | 12 tháng 4 năm 2010 - 02 tháng 8 năm 2010  | 22:00 - 23:00, thứ 2 đến thứ 6.   | Phiên bản giọng nữ thuyết minh miền Bắc - tiếng Việt - được lên sóng đầu tiên tại Việt Nam. |
| Việt Nam | VTC7 - TodayTV | 14 tháng 11 năm 2010 - 17 tháng 4 năm 2011 | 21:00 - 23:00, thứ 7 và chủ nhật. | Thuyết minh miền Bắc - tiếng Việt                                                           |
| Việt Nam | VTC1           | 24 tháng 2 năm 2017 - 16 tháng 6 năm 2017  | 21:00 - 22:00, thứ 2 đến thứ 6.   | Phiên bản giọng nữ thuyết minh miền Nam - tiếng Việt - được lên sóng tại Việt Nam.          |